# Judas Macabeo (Händel)

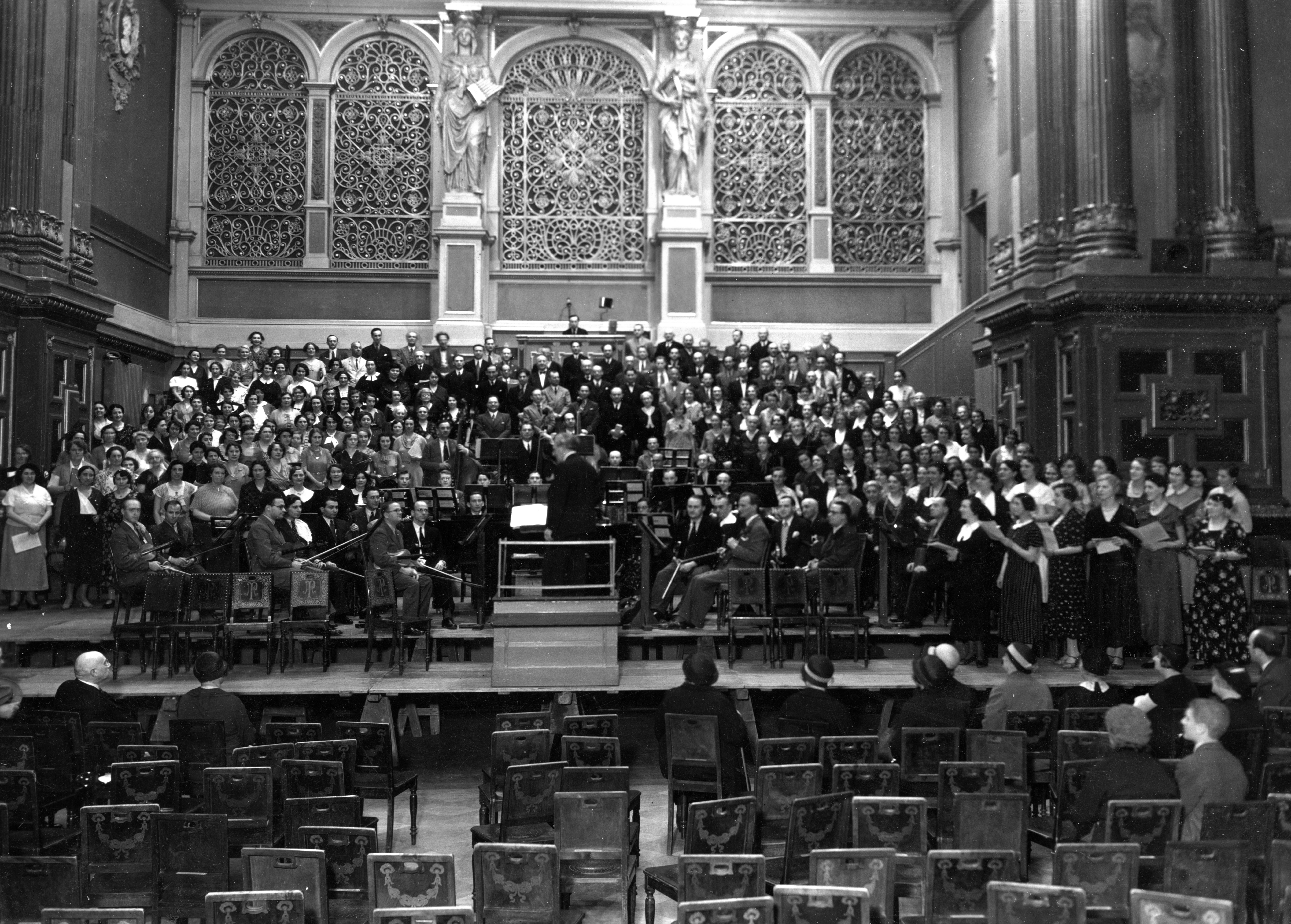
Momento de una representación de la Orquesta de la Jüdischer Kulturbund, con dirección de Kurt Singer, en la sede de la Filarmónica de Berlín, en mayo de 1934.

Judas Macabeo (HWV 63) es un oratorio en tres actos compuesto en 1746 por Georg Friedrich Händel basada en un libreto escrito por Thomas Morell. El oratorio se previó como un cumplido al victorioso Príncipe Guillermo Augusto, duque de Cumberland a su regreso de la batalla de Culloden (16 de abril de 1746). Otros catálogos de música de Händel se han referido a la obra como HG xxii; y HHA 1/24.
El libreto de Morell se basa en el deuterocanónico 1 Macabeos (2-8), con motivos añadidos de las Antigüedades judías de Flavio Josefo.
Se estrenó el 1 de abril de 1747 en el Covent Garden, y Judas Macabeo se convirtió en uno de los oratorios más populares de Händel.
Los intérpretes en su producción original de 1747 incluyeron:
- Judas: John Beard (tenor)
- Hombre israelita: Caterina Galli (mezzo-soprano)
- Mujer israelita: Elisabetta de Gambarini (soprano)
- Simon, hermano de Judas: Thomas Reinhold (bajo)
- Eupolemus, embajador judío ante Roma: Thomas Reinhold (bajo)

El famoso coro See, the Conqu’ring Hero Comes! fue compuesto durante el verano de 1747 para el siguiente oratorio de Händel, Joshua. En el despertar de su popularidad, probablemente en 1751, Händel lo añadió a Judas Macabeo, y de esta manera pasó a formar parte legítima de ambos oratorios. Suele interpretarse con la letra Canticorum iubilo.

## Grabaciones
| Año  | Reparto: Judas Macabeo, Mujer israelita, Simon, Mujer israelita, Mensajero, Israelita            | Director, orquesta y coro                                                             | Sello discográfico                  |
| ---- | ------------------------------------------------------------------------------------------------ | ------------------------------------------------------------------------------------- | ----------------------------------- |
| 1963 | Jan Peerce, Martina Arroyo, David Smith, Mary Davenport, Lawrence Avery                          | Thomas Scherman, Orquesta de la Ópera Estatal de Viena y coro de la Academia de Viena | CD: VoxBox Cat: 5125                |
| 1971 | Alexander Young, Heather Harper, John Shirley-Quirk, Helen Watts, Patricia Clark, Jean Temperley | Johannes Somary, Orquesta de Cámara Inglesa y Coral Amor Artis                        | CD: Vanguard Classics Cat: OVC 4072 |
| 1977 | Ryland Davies, Felicity Palmer, John Shirley-Quirk, Janet Baker, Paul Esswood, Christopher Keyte | Charles Mackerras, Orquesta de Cámara Inglesa y Coro de la Wandsworth School          | CD: DGG Cat: 447692                 |